# Реплевский сельсовет
Реплевский сельсовет (бел. Рэплеўскі сельсавет) — упразднённая административная единица на территории Волковысского района Гродненской области Белоруссии.
Был расположен в юго-западной части Волковысского района. Административный центр сельсовета — агрогородок Репля находится в 38 км от Волковыска, 80 км от Гродно, 13 км от ближайшей железнодорожной станции Россь. Сельсовет был упразднён в 2013 году, населённые пункты вошли в состав Верейковского сельсовета.

## Состав
Реплевский сельсовет включал 13 населённых пунктов:
- Бурнево — деревня.
- Ганосовцы — деревня.
- Грибовцы — деревня.
- Духовляны — деревня.
- Мартьяновцы — деревня.
- Мештуны — деревня.
- Новики — деревня.
- Новосады — деревня.
- Новосёлки — деревня.
- Петрашевцы — деревня.
- Почуйки — деревня.
- Репля — агрогородок.
- Сугаки — деревня.

## История
Реплевский сельсовет образован в 1939 году. Репля впервые упоминается в XV веке.

## Социальная сфера
- Реплевский сельский центр культуры и досуга, сельская библиотека, филиал музыкальной школы в агрогородке Репля
- Государственное учреждение образования «Реплевская средняя общеобразовательная школа» на 280 мест, детский сад на 50 мест в агрогородке Репля
- Фельдшерско-акушерские пункты в агрогородке Репля, деревнях Мештуны и Грибовцы

## Производственная сфера
На территории сельсовета расположено районное сельскохозяйственное коммунальное унитарное предприятие «Волковысское».

## Памятные места
На территории сельсовета находятся два памятника погибшим воинам: в агрогородке Репля и деревне Грибовцы.

## Достопримечательности
- Католический храм Девы Марии в аг. Репля
- Часовня-усыпальница (XIX в.) в аг. Репля